# Viviers (Ardèche)
 Viviers  (en occitano Vivièrs) es una población y comuna francesa, ubicada en la región de Ródano-Alpes, departamento de Ardèche, en el distrito de Privas y cantón de Viviers.

## Demografía
| 3442 | 3389 | 3194 | 3282 | 3407 | 3413 |
| Para los censos de 1962 a 1999 la población legal corresponde a la población sin duplicidades (Fuente: INSEE [Consultar]) |      |      |      |      |      |